# شکوه (پدیده دیداری)

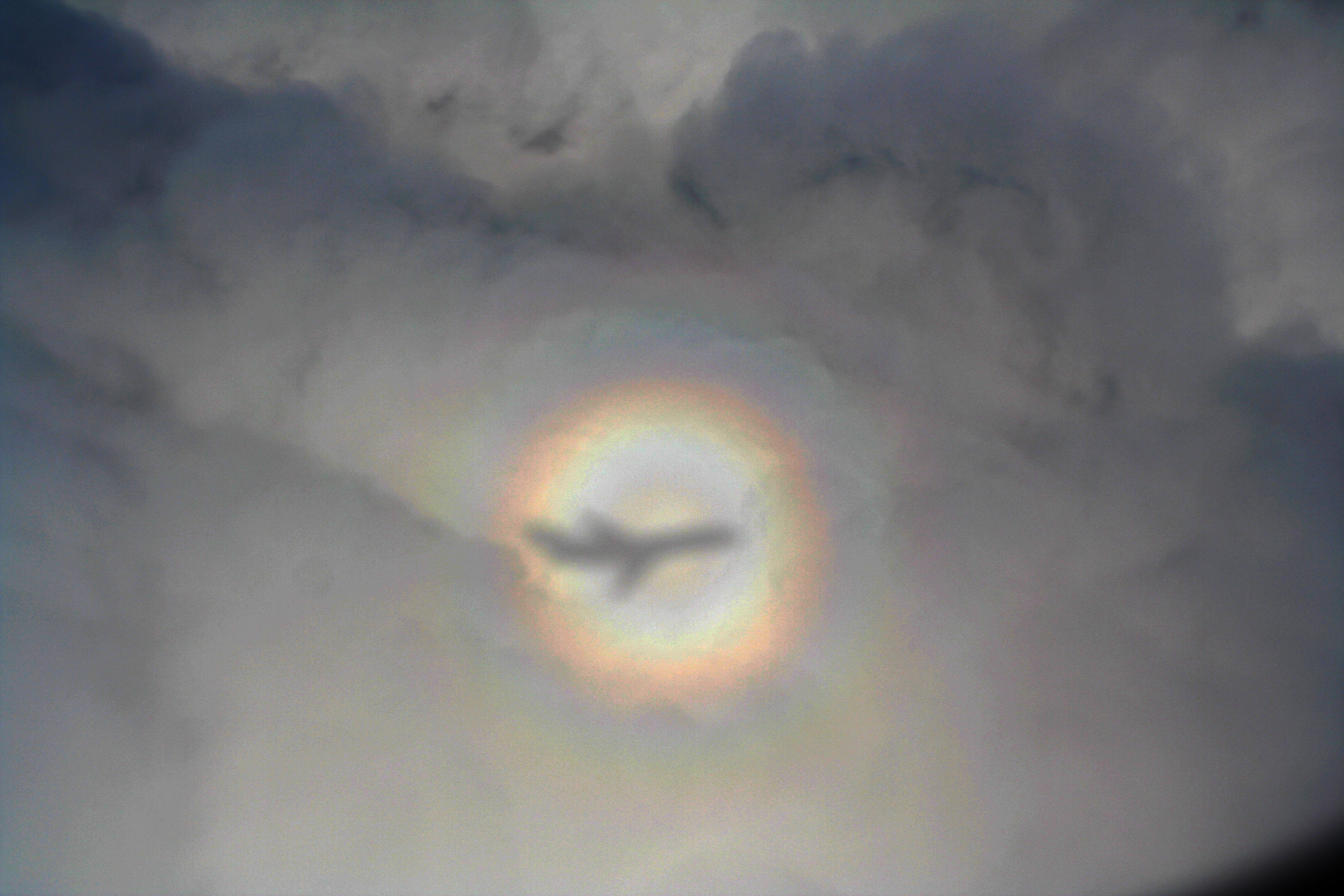
شکوه در اطراف سایه یک هواپیما. موقعیت مرکز شکوه نشان می‌دهد که ناظر جلوی بال‌ها بوده است.

شکوه (به انگلیسی: Glory) یک پدیده دیداری است که شبیه هاله یک تمثال قدیس در اطراف سایه سر ناظر است که در اثر برخورد نور خورشید یا (به ندرت) مهتاب با قطرات ریز آب که مه یا ابرها را تشکیل می‌دهند، ایجاد می‌شود. شکوه متشکل از یک یا چند حلقه متحدالمرکز و متوالی کم‌نور است که هر یک از بیرون قرمز و به سمت مرکز مایل به آبی است. به دلیل ظاهر آن، گاهی این پدیده با رنگین‌کمان دایره‌ای اشتباه گرفته می‌شود، اما دومی قطر بسیار بیشتری دارد و در اثر فرآیندهای فیزیکی مختلف ایجاد می‌شود.
شکوه‌ها به‌دلیل تداخل امواج نوری که درون قطرات کوچک شکسته می‌شوند، به‌وجود می‌آیند.

## ظاهر و مشاهده
بسته به شرایط (مانند یکنواختی اندازه قطرات در ابرها)، یک یا چند حلقه شکوه قابل مشاهده است. حلقه‌ها به‌ندرت کامل می‌شوند و با سایه بیننده قطع می‌شوند. اندازه زاویه‌ای درونی و درخشان‌ترین حلقه بسیار کوچکتر از رنگین‌کمان است، حدود ۵ درجه تا ۲۰ درجه، بسته به اندازه قطرات. در شرایط مناسب، یک شکوه و یک رنگین‌کمان می‌تواند به‌طور همزمان رخ دهد.
«شکوه‌ها را می‌توان در کوه‌ها و دامنه‌ها، از هواپیما و در مه دریا و حتی در داخل خانه مشاهده کرد.»
مانند یک رنگین‌کمان، شکوه‌های فضای باز بر روی نقطه پادخورشیدی (یا در مورد ماه، ضدقمری) متمرکز هستند که با سایه سر ناظر مطابقت دارد. از آنجایی که این نقطه کاملاً مخالف موقعیت خورشید (یا ماه) در آسمان است، معمولاً در زیر افق ناظر قرار می‌گیرد به جز هنگام طلوع و غروب خورشید (یا ماه). شکوه در فضای باز معمولاً از هواپیما مشاهده می‌شود. در مورد دوم، اگر هواپیما به اندازه‌ای پایین پرواز کند که سایه آن بر روی ابرها قابل مشاهده باشد، شکوه همیشه آن را احاطه کرده است. گاهی به آن شکوه خلبان می‌گویند.
در سال ۲۰۲۴، ستاره‌شناسان پیشنهاد کردند که وجود شکوه ممکن است مشاهدات خاصی از سیاره فراخورشیدی واسب ۷۶بی را توضیح دهد. اگر بتوان این تفسیر را تأیید کرد، اولین پدیده شکوه مانند فراخورشیدی خواهد بود که کشف شد.

### شبح بروکن

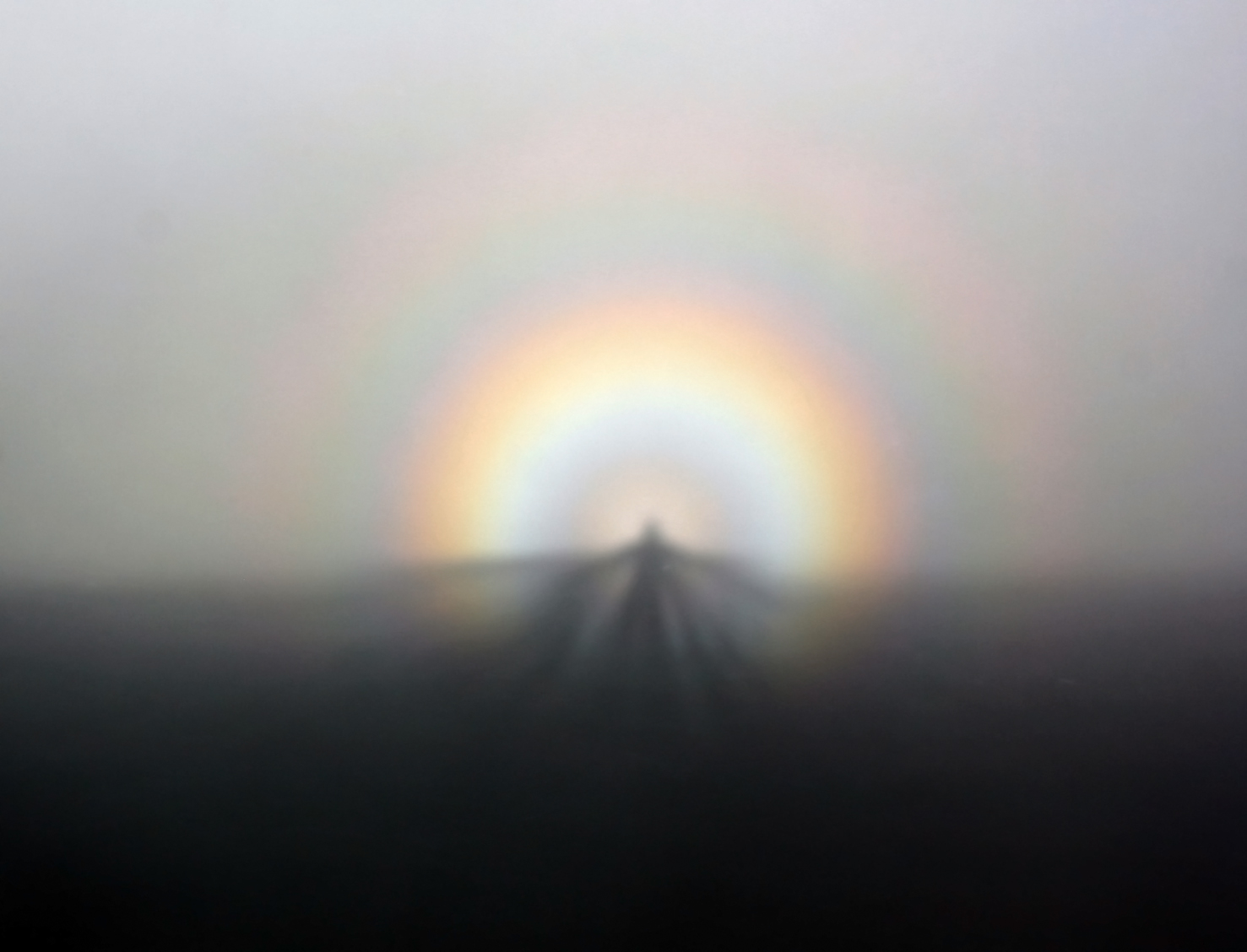
شکوه خورشیدی و شبح بروکن

وقتی از یک کوه یا ساختمان بلند نگریسته می‌شود، شکوه‌ها اغلب در ارتباط با یک «شبح بروکن» (Brocken spectre) دیده می‌شوند: سایه‌ای که ظاهراً بسیار بزرگ‌شده یک ناظر است که (وقتی خورشید کم است) روی ابرهای زیر کوهی که بیننده روی آن ایستاده است، انداخته می‌شود. این نام از بروکن، بلندترین قله رشته کوه هارتس در آلمان گرفته شده است. از آنجا که قله بالاتر از سطح ابر است و منطقه اغلب مه آلود است، شرایط مساعد برای ایجاد سایه بر روی یک لایه ابر رایج است. سایه‌های غول‌پیکری که به‌نظر می‌رسید خودبه‌خود به‌دلیل حرکت لایه ابر حرکت می‌کنند (این حرکت بخشی دیگر از تعریف شبح بروکن است) و با شکوه احاطه شده بودند، ممکن است به شهرت کوه‌های هارتس به‌عنوان پناهگاه جادوگران و ارواح شیطانی کمک کرده باشند. در فاوست گوته، بروکن بلوکسبرگ نامیده می‌شود و محل بزم جادوان در شب والپورگیس است.

### هاله اویوآ

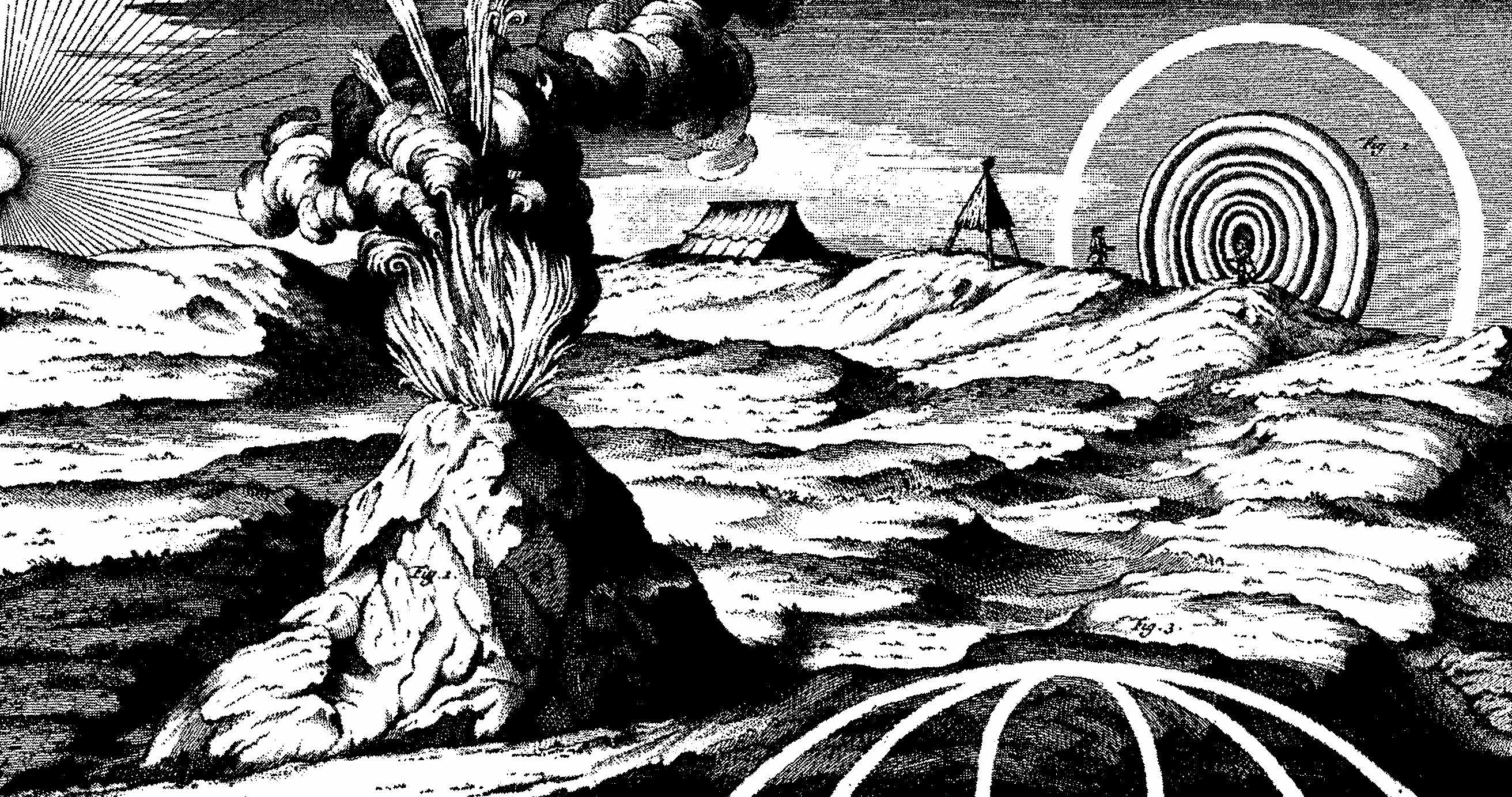
تصویری از خورخه خوان و آنتونیو دو اولوآ، سفر به آمریکای جنوبی (۱۷۴۸)، که سه صحنه مجزا را به تصویر می‌کشد: (۱) در سمت چپ، آتشفشانی در حال فوران. (۲) در سمت راست بالا، شکوه‌های نوری احاطه شده توسط کمان مه. و (۳) در سمت راست پایین، کمان‌هایی از نور سفید در نزدیکی قله کوه

قبل از اولین گزارش‌ها از این پدیده در اروپا، دو عضو مأموریت ژئودزیک فرانسه در استوا، آنتونیو د اویوآ و پیر بوگر، گزارش دادند که در حین قدم زدن در نزدیکی قله کوه پامبامارکا (Pambamarca)، در رشته کوه‌های آند اکوادور، سایه‌های خود را دیدند که بر روی ابری پایین‌تر، با یک «هاله یا سایه شکوه» دایره‌ای در اطراف ناظر مشاهده کردند. اولوا اشاره کرد که:
شگفت‌انگیزترین چیز این بود که از شش یا هفت نفری که حضور داشتند، هر یک آن پدیده را فقط در اطراف سایه سر خود می‌دید و در اطراف سر دیگران چیزی نمی‌دید.
سپس به این «هاله اولوا» یا «هاله بوگر» می‌گفتند. اولوآ گزارش داد که شکوه‌ها توسط یک حلقه بزرگتر از نور سفید احاطه شده بودند که امروزه کمان مه نامیده می‌شود. در موارد دیگر، او طاق‌هایی از نور سفید را مشاهده کرد که توسط نور ماه منعکس شده بود، که توضیح آن ناشناخته است، اما ممکن است مربوط به هاله‌های بلور یخ باشد.

## نظریه

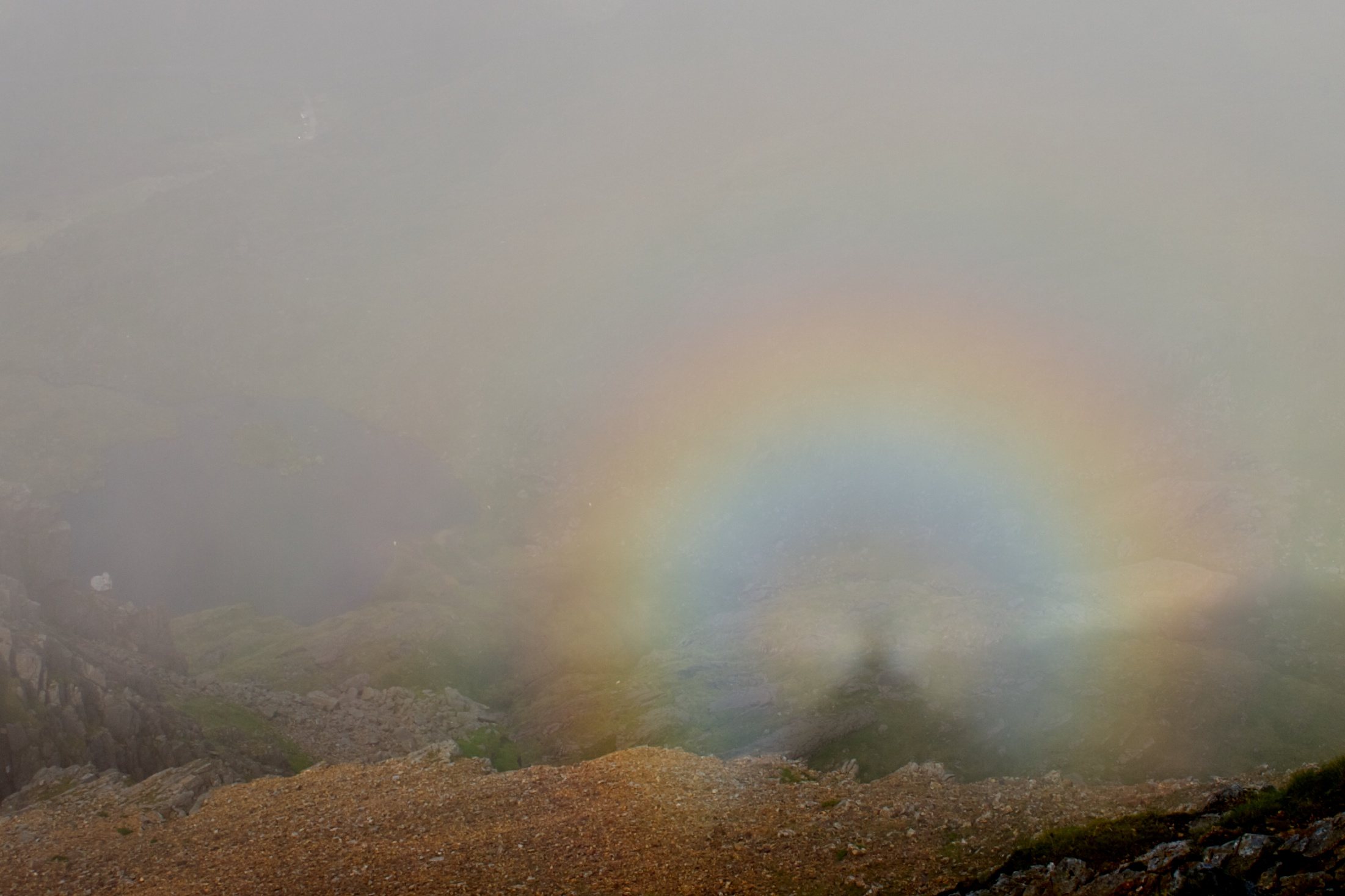
شکوه خورشیدی و شبح بروکن از گریب گوچ (Crib Goch) در سال ۲۰۰۸

نظریه‌های مدرن نور که برای اولین بار توسط آنری پوانکاره در سال ۱۸۸۷ توصیف شد، قادرند پدیده شکوه‌ها را از طریق تکانه زاویه‌ای پیچیده (چرخش) میدان الکترومغناطیسی یک موج نوری توضیح دهند و نیازی به نظریه‌های کوانتومی ندارند. خلاصه‌ای از پدیده‌های رنگین‌کمان در سال ۱۹۷۷ در ساینتیفیک آمریکا ارائه شد و بیان می‌کند:
این خوشحال‌کننده است که در نظریه ظریف اما به ظاهر انتزاعی تکانه زاویه‌ای پیچیده توضیحی برای این دو پدیده طبیعی [شکوه‌ها و رنگین‌کمان‌های مرتبه دهم] کشف کنیم، و در آنجا پیوند غیرمنتظره‌ای بین آنها پیدا کنیم.

اچ. ام نوسنزویگ (H.M Nussenzveig)
بیشتر کارهای قرن بیستم در مورد پدیده رنگین‌کمان و شکوه بر تعیین شدت صحیح نور در هر نقطه از پدیده متمرکز شده است که به نظریه‌های کوانتومی نیاز دارد. در سال ۱۹۴۷، ستاره‌شناس هلندی، هندریک سی ون دو هالست، پیشنهاد کرد که امواج سطحی درگیر هستند. او حدس زد که روشنایی حلقه‌های رنگی شکوه ناشی از تداخل دو پرتوی بین امواج سطحی مسیر «کوتاه» و «طولانی» است - که توسط پرتوهای نور وارد قطرات در نقاط کاملاً مخالف ایجاد می‌شود (هر دو پرتو یک بازتاب داخلی دارند). نظریه‌ای توسط فیزیکدان برزیلی هرچ مویس نوسنزوایگ (Herch Moyss Nussenzveig) پیشنهاد می‌کند که انرژی نوری که توسط یک شکوه بازتاب می‌شود، بیشتر از تونل‌زنی موج کلاسیک (مترادف در مقاله با جفت موج ناپایدار) سرچشمه می‌گیرد، که برهم‌کنشی بین یک موج نوری ناپایدار است که در امتداد سطح قطره و امواج حرکت می‌کند.

## در فرهنگ
سی تی آر ویلسون در حین کار به‌عنوان ناظر موقت در ایستگاه هواشناسی بن نویس شکوهی را دید. او با الهام از این منظره چشمگیر، تصمیم گرفت دستگاهی برای ایجاد ابرها در آزمایشگاه بسازد تا بتواند شکوهی مصنوعی و در مقیاس کوچک بسازد. کار او مستقیماً به اتاقک ابر منتهی شد، دستگاهی برای تشخیص پرتو یونیزان که برای آن او و آرتور کامپتون جایزه نوبل فیزیک را در سال ۱۹۲۷ دریافت کردند.
در چین، این پدیده را نور بودا (یا هاله) می‌نامند. اغلب در کوه‌های مرتفع پوشیده از ابر، مانند هوانگشان و کوه امی مشاهده می‌شود. سوابق این پدیده در کوه امی به سال ۶۳ پس از میلاد برمی گردد. هاله رنگارنگ همیشه سایه خود ناظر را احاطه کرده است و بنابراین اغلب برای نشان دادن روشنگری شخصی ناظر (مرتبط با بودا یا الوهیت) گرفته می‌شد.
شکوه‌های تلطیف شده گهگاه در نشان‌شناسی غربی ظاهر می‌شوند. دو شکوه بر روی نشان بزرگ ایالات متحده آمریکا ظاهر می‌شود: شکوهی که از میان ابرها در حال شکستن خوشه‌ای از ۱۳ ستاره در جلو، و شکوهی در اطراف چشم جهان‌بین است که بر هرم ناتمام در پشت آن غلبه می‌کند.

## نگارخانه
- شکوهی که از یک هواپیما در حال فرود دیده می‌شود

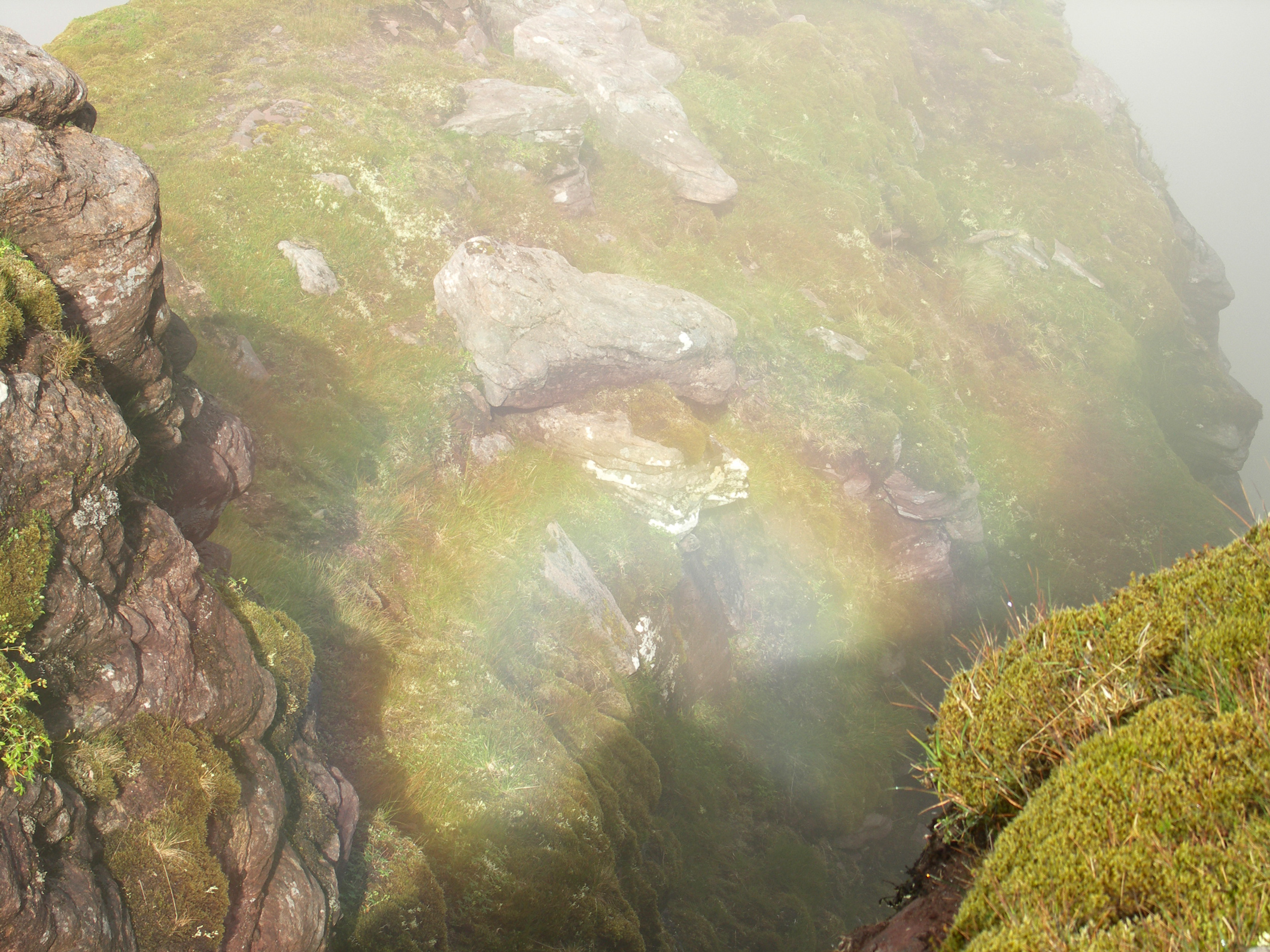
شکوهی که در طول پیاده روی در رشته‌کوه ان تیلاچ (An Teallach) در اسکاتلند به وجود آمد
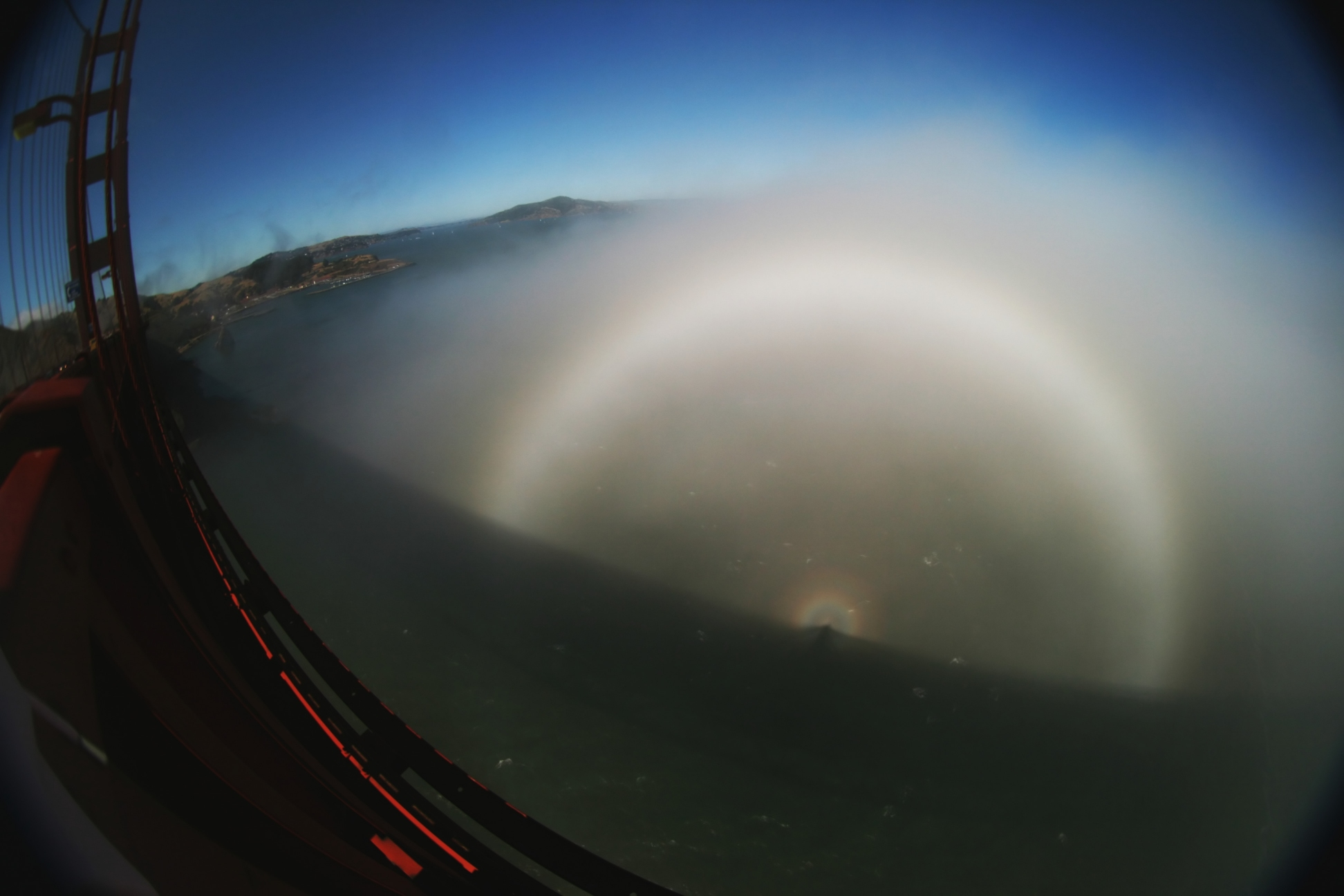
کمان مه، شکوه خورشید و شبح بروکن در پل گلدن گیت در سانفرانسیسکو
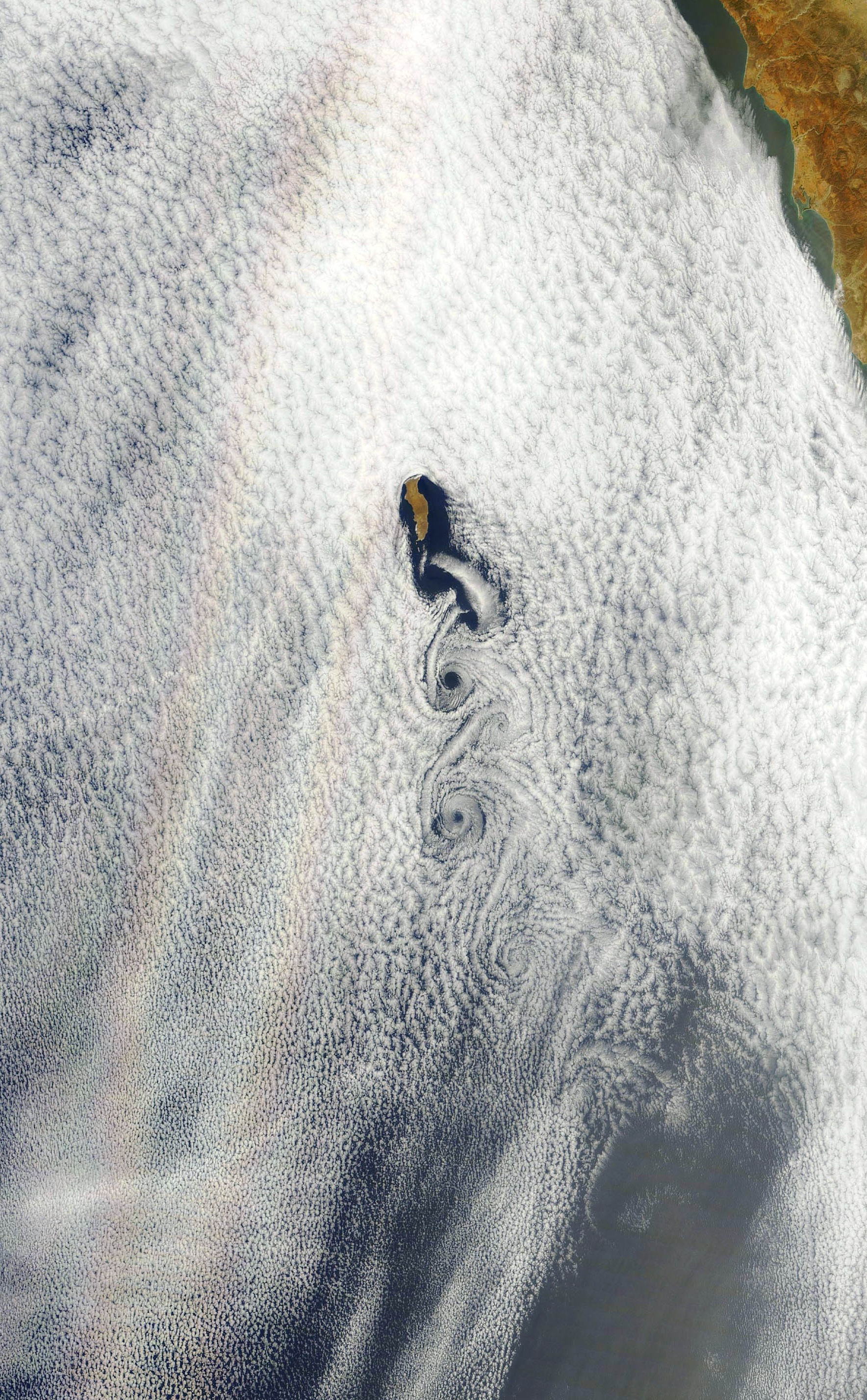
شکوهی که از فضا گرفته شده است. شکل کشیده، مصنوع از دوخت ترکیبی عکس است، نه شکل واقعی آن.
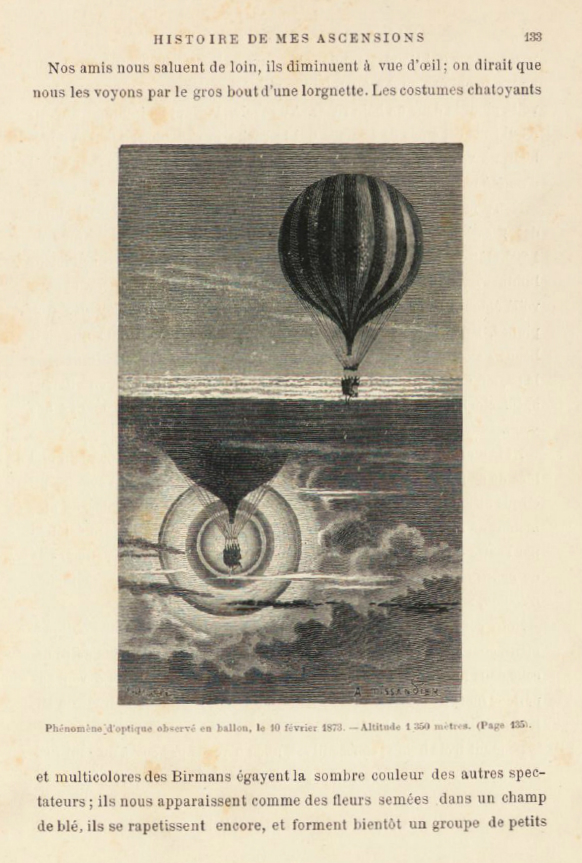
نقاشی قرن ۱۹ از شکوه مشاهده شده از یک بالون هیدروژنی. از: G. Tissandier, Histoire de mes ascensions (1887)، ص. ۱۳۳.
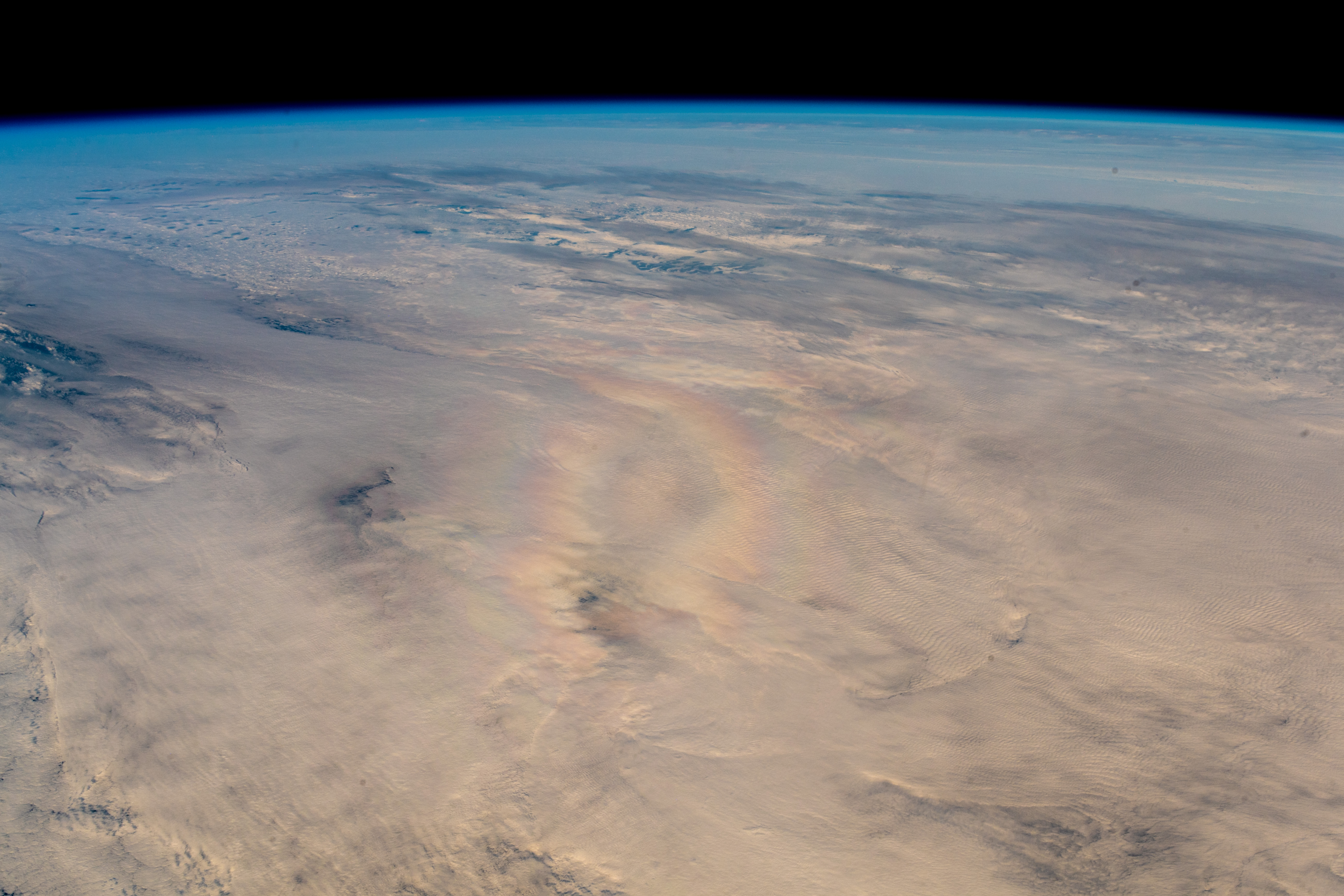
شکوه از ایستگاه فضایی بین‌المللی دیده می‌شود